# Mortagne
Mortagne è un comune francese di 173 abitanti nel dipartimento dei Vosgi, regione del Grande Est.

## Società

### Evoluzione demografica
Abitanti censiti